# Hendrik Zwaardemaker
Hendrik Zwaardemaker (ur. 10 maja 1857 w Haarlemie, zm. 19 września 1930 w Ultrechcie) – holenderski fizjolog, wynalazca olfaktometru i twórca modyfikacji systemu klasyfikacji zapachów, zaproponowanego przez Linneusza.

## Rys biograficzny

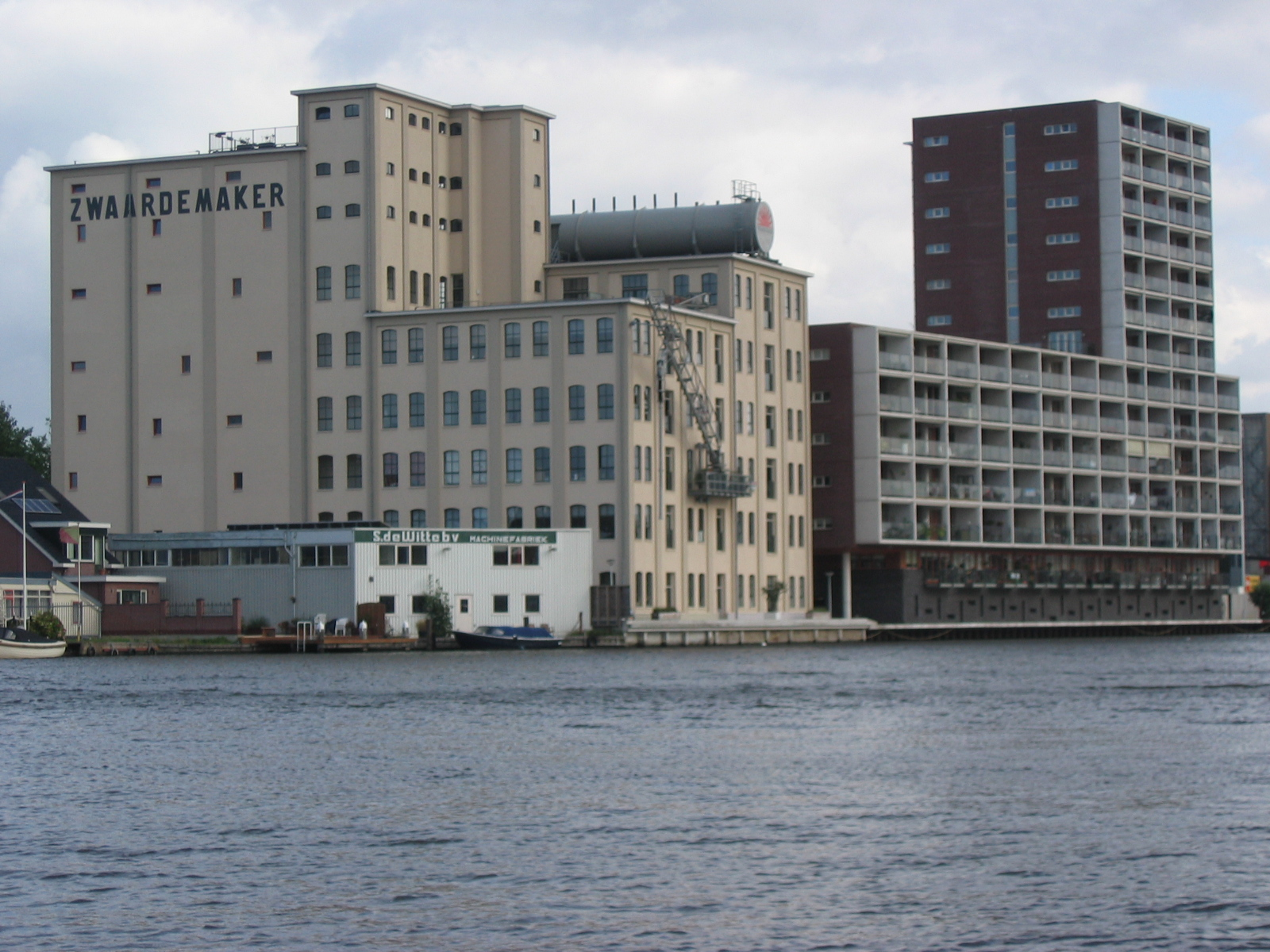
Budynki elewatorów zbożowych w Zaandam po adaptacji do celów mieszkaniowych

Zwaardemakerowie (Swaerdemaker) to holenderska rodzina mennonicka o kilkusetletniej tradycji. W połowie XVII wieku Claes Jansz Swaerdemaker był starszym zgromadzenia Zaandam-Oost Waterlander i zamożnym biznesmenem. Dirk Zwaardemaker (1791–1838), jego brat Hendrik (zm. 1841) i Dirk H. Zwaardemaker (zm. 1896) byli przedsiębiorcami w Zaandam. Należące do rodziny budynki elewatorów zbożowych są obecnie chronionymi obiektami zabytkowymi.
Ojciec Hendrika Zwaardemakera był księgarzem i wydawcą, a matka – Jacoba Berendina (Codien) Zwaardemaker-Visscher (1835–1912) – pisarką.
H. Zwaardemaker zaczął studia medyczne w 1874 na Uniwersytecie Amsterdamskim (łac. Athenaeum Illustre). W latach 1879–1881 pracował w laboratorium anatomii patologicznej pod kierownictwem profesora Wilhelma Kühna. W 1883 skończył pracę doktorską na temat choroby niedokrwiennej serca. Po doktoracie przez dwa lata pracował jako asystent fizjologii, a następnie był przez 12 lat lekarzem wojskowym. Specjalizował się pod kierunkiem Rudolfa H. H. Schwartzego (Halle), niemieckiego otologa, oraz Adama Politzera (Wiedeń).
Przez rok Zwaardemaker zastępował na Uniwersytecie w Utrechcie profesora Cornelisa A. Pekelharinga (patologia i anatomia patologiczna), który podróżował do Indii. Potem pracował w Szkole Weterynarii w Utrecht, gdzie uczył anatomii i anatomii patologicznej. W tej uczelni pracował też okulista Franciscus Donders, który uczestniczył w pracach Zwaardemakera, dotyczących fizjologii węchu, i w opracowaniu metodyki oznaczeń progów węchowej wrażliwości (projekt olfaktometru).
W latach 1897–1927 Zwaardemaker był profesorem fizjologii doświadczalnej na Uniwersytecie w Utrechcie.
Był członkiem Królewskiej Holenderskiej Akademii Sztuk i Nauk.

## Badania naukowe

### Olfaktometr Zwaardemakera

Zasada olfaktometru Zwaardemakera

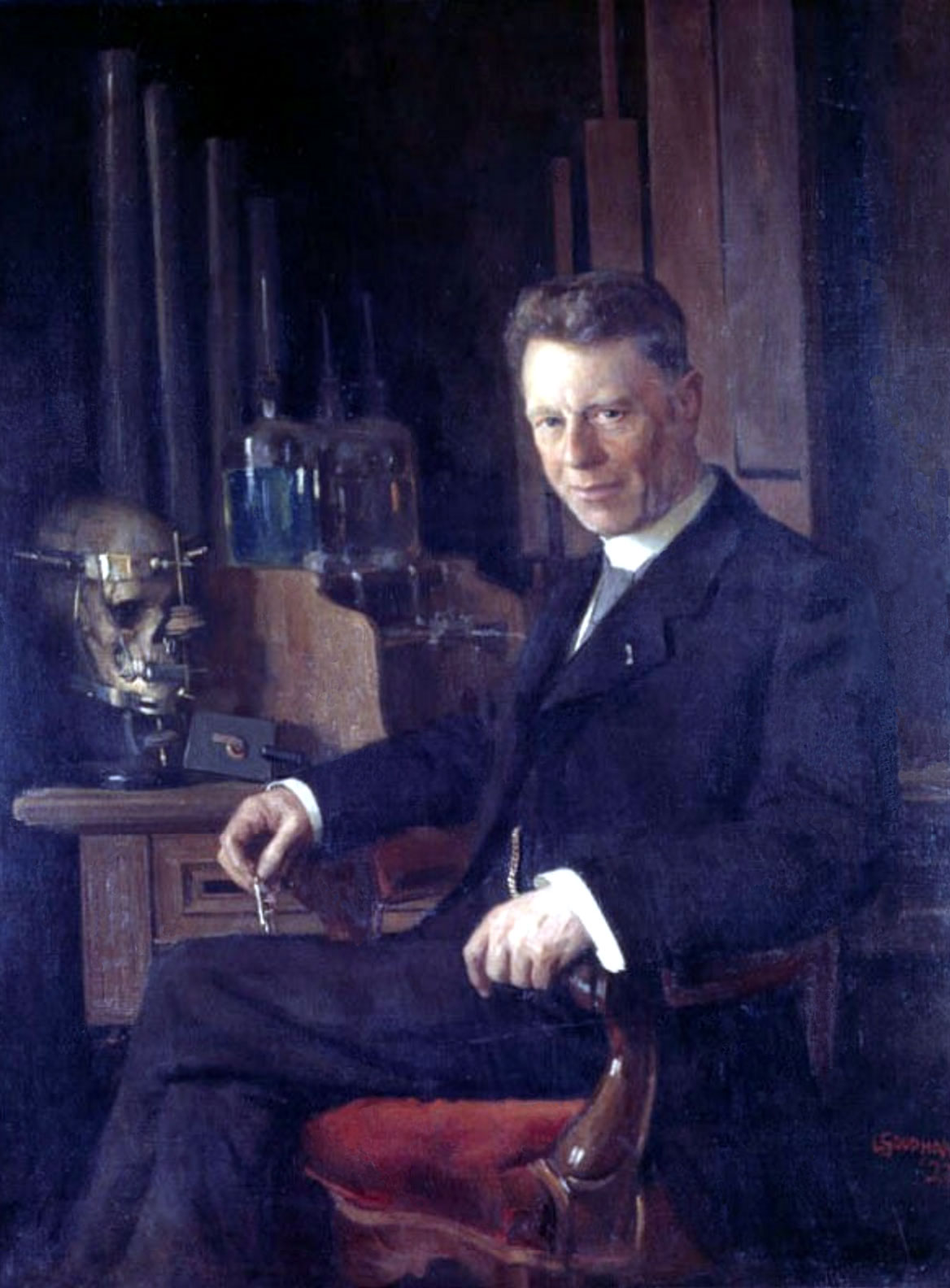
Zwaardemaker w pracowni

Zasadę konstrukcji olfaktometru, zaproponowanego przez Zwaardemakera, ilustruje przykład prostej wersji, wykorzystywanej w czasie ćwiczeń z psychofizjologii, prowadzonych w amerykańskich laboratoriach uniwersyteckich, opisanych przez Edmunda Sanforda (1859–1924) w książce A Course in Experimental Psychology (1894)
Stosowano przesłonę między osobą badaną i operatorem w formie wyposażonej w uchwyt deseczki (około sześć cali kwadratowych), z otworem nieco poniżej środka. W otworze umieszczano korek z dwoma wygiętymi szklanymi rurkami (np. średnica 0,7 mm, długość 13 cm). Wygięte krótsze końcówki wprowadzono do nosa. Na proste fragmenty po przeciwnej stronie przesłony nasuwano wężyki gumowe, pokryte wewnątrz wonną cieczą. 
W czasie badania stopniowo zsuwano wężyki z rurek, wskutek czego zwiększała się wielkość zwilżonej powierzchni wężyka, która kontaktowała się z wdychanym powietrzem. Od tej wielkości zależała ilość odorantów uwalnianych do tego strumienia. Za miarę progu wyczuwalności zapachu uznawano długość fragmentu wężyka, który znajdował się poza rurką szklaną. W chwili, gdy osoba badana wyczuła zapach, odczytywano długość odsłoniętej części rurki z umieszczonej na niej podziałki.
Działanie historycznych olfaktometrów Zwaardemakera, zachowanych w muzeach techniki, jest oparte na tej samej zasadzie. W konstrukcji tych urządzeń zastosowano modyfikacje, umożliwiające zwiększenie precyzji pomiarów (np. ustalona prędkość przepływu powietrza nad wonną cieczą, precyzyjne pomiary długości odsłoniętych powierzchni wonnych).
Olfaktometry Zwardemakera były stosowane np. w czasie ocen wrażliwości sensorycznej ludzi (progów wyczuwalności zapachów) oraz badań interakcji węchowych w mieszaninach. Przykładowe wyniki pomiarów progu węchowej wyczuwalności, wykonanych przez Zwaardemakera, zestawiono poniżej.

Warunki pomiarówśrednica rurki: 0,8 cm, długość 10 cm, pojemność 50 cm3, powierzchnia kontaktu na cm3 cylindra: 2,5 cm2, prędkość powietrza 100 cm3/s.
| Związek wonny – roztwór nasycony            | Rozpuszczalnik | cm   |
| terpineol (składnik olejków eterycznych)    | woda           | 0,01 |
| propionian etylowy (zobacz: estry)          | woda           | 0,02 |
| jonon                                       | woda           | 0,02 |
| kamfora                                     | woda           | 0,07 |
| kwas kapronowy                              | woda           | 0,1  |
| trinitroizobutylotoluen (piżmo syntetyczne) | woda           | 0,1  |
| gwajakol                                    | woda           | 0,2  |
| trimetyloamina                              | parafina       | 0,2  |

| Związek wonny - roztwór nienasycony      | Stężenie, % mas | cm    |
| borneol                                  | 1               | 0,001 |
| kadaweryna                               | 0,1             | 0,001 |
| skatol                                   | 0,1             | 0,002 |
| sulfid etylowy (zobacz: sulfidy)         | 0,01            | 0,01  |
| pirydyna                                 | 1               | 0,03  |
| kwas walerianowy                         | 0,01            | 0,04  |
| nitrobenzen                              | 5               | 0,06  |
| cytral                                   | 1               | 0,09  |
| octan izoamylowy (zobacz: estry)         | 0,5             | 0,29  |
| gwajakol                                 | 0,1             | 0,62  |
| jonon                                    | 0,0004          | 0,62  |
| safrol                                   | 3               | 1,12  |
| terpineol (składnik olejków eterycznych) | 2,5             | 1,6   |

### Klasyfikacja zapachów
Próby klasyfikacji zapachów były podejmowane już w starożytności. Znana jest klasyfikacja Arystotelesa, który proponował wyodrębnienie sześciu klas, określonych nazwami pochodzącymi od smaków, które są łatwiejsze do nazwania. Jest to związane, jak wiadomo obecnie, z odbieraniem wrażeń smakowych przez pięć różnych receptorów bodźców smakowych. W roku 1752 Linneusz wyodrębnił siedem klas zapachu. Hendrik Zwaardemaker stwierdził potrzebę wprowadzenia dodatkowych dwóch lub trzech klas (określeń kolejnych zapachów podstawowych). W tabeli poniżej zamieszczono nazwy dziesięciu proponowanych klas. Częściej opisywany jest system Zwaardemakera, polegający na założeniu istnienia dziewięciu klas.
Założenia i wyniki badań Zwaardemaker opisał w swoim najważniejszym dziele – książce Die Physiologie des Geruchs (Fizjologia węchu), wydanej w 1895.
W następnych latach podejmowano kolejne próby klasyfikacji wrażeń węchowych (np. Hans Henning, E.C. Crocker i L.F. Henderson, John E. Amoore, Howard G. Schutz), które nie doprowadziły do ostatecznych rozstrzygnięć.
| Linneusz 1764      | Zwaardemaker 1895  | Hennig 1916 | Crocker-Henderson 1927 | Amoore 1952/62 | Schutz 1964 |
| aromatyczny        | aromatyczny        | ***         | ***                    | ***            | ***         |
| ***                | eterowy            | owocowy     | kwaśny                 | eterowy        | eteryczny   |
| wonny              | wonny              | ***         | ***                    |                | ***         |
| ***                | kwiatowy           | kwiatowy    | kwiatowy               | kwiatowy       | ***         |
| ***                | ***                | ***         | ***                    |                | słodki      |
| ***                | ***                | ***         | ***                    | miętowy        | ***         |
| ***                | ***                | balsamiczny | ***                    | kamforowy      | ***         |
| ***                | ***                | korzenny    | ***                    | ***            | korzenny    |
| ***                | ***                | ***         | ***                    | ***            | oleisty     |
| ambrozji           | ambrozji           | ***         | ***                    | piżmowy        | ***         |
| ***                | przypalony         | przypalony  | przypalony             | ***            | ***         |
| cebulowo-czosnkowy | cebulowo-czosnkowy | ***         |                        | ***            | ***         |
| koźli              | koźli              | ***         | koźli                  | ***            | ***         |
| ***                | ***                | ***         | ***                    | ***            | siarkowy    |
| ***                | ***                | ***         | ***                    | ***            | zjełczały   |
| cuchnący           | odrażający         | zgniły      | ***                    | zgniły         | ***         |
| mdlący             | mdlący             | ***         | ***                    | ***            | ***         |
| ***                | ***                | ***         | ***                    | ***            | metaliczny  |
| ***                | ***                | ***         | ***                    | piekący        | ***         |

### Inne kierunki badań
Poza badaniami zmysłu węchu Zwaardemaker zajmował się mechanizmem pracy serca. Odkrył stymulującą rolę jonów potasu i innych pierwiastków radioaktywnych. 
Prowadził też badania układu oddechowego i słuchu. Odkrył zjawisko ubytku słuchu wraz z wiekiem.

## Upamiętnienie
Nazwisko Hendrika Zwaardemakera zajmuje znaczące miejsce na liście Honorowych Członków British Psychological Society. Jest upamiętnione w zbiorach danych historycznych American Psychological Association. Jest wymieniane w licznych współczesnych publikacjach naukowych i monografiach.